# يانيك كورتي
يانيك كورتي (بالهولندية: Yannick Cortie)‏ (7 مايو 1993 بأمستردام في هولندا - ) هو لاعب كرة قدم هولندي في مركز الدفاع. لعب مع نادي أوترخت وهيلموند سبورت.

## روابط خارجية
- يانيك كورتي على موقع قاعدة بيانات كرة القدم.إي يو (الإنجليزية)
- يانيك كورتي على موقع Soccerway.com (الإنجليزية)